# Nicholas Nieland
Nicholas Nieland (ur. 31 stycznia 1972 w Truro) – brytyjski lekkoatleta pochodzenia kornwalijskiego, który specjalizował się w rzucie oszczepem.
Trzykrotny uczestnik igrzysk olimpijskich. W roku 1996 w Atlancie odpadł w eliminacjach. W 2000 roku brał udział w olimpijskim konkursie w Sydney - z wynikiem 82,17 nie udało mu się awansować do finału. Cztery lata później - w roku 2004 w Atenach ponownie nie przebrnął przez kwalifikacje. Trzy razy - bez powodzenia - startował w mistrzostwach globu (Ateny 1997, Sewilla 1999 oraz Edmonton 2001). W roku 2002 zajął odległe 25. miejsce w mistrzostwach Europy, a w 2006 podczas kolejnej imprezy tej rangi zajął 11. lokatę w finale. W 1993, 1995 oraz w 1997 uczestniczył w uniwersjadach. Dwa razy sięgał po medale igrzysk wspólnoty narodów - w 2002 zdobył brąz, a w 2006 złoto. Reprezentant Wielkiej Brytanii w zawodach pucharu Europy. Rekord życiowy: 85,09 (13 sierpnia 2000, Birmingham).
Ukończył studia chemiczne na University of Bristol - posiada stopień naukowy doktora